# Kentucky Fried Chicken
Kentucky Fried Chicken (KFC) ist ein auf Geflügel spezialisierter US-amerikanischer Betreiber und Franchisegeber von weltweit vertretenen Schnellrestaurants. Mit über 25.000 Filialen gehört KFC zu den weltweit größten Restaurantketten. Kentucky Fried Chicken gehört der Unternehmensgruppe Yum! Brands an.

## Produkte

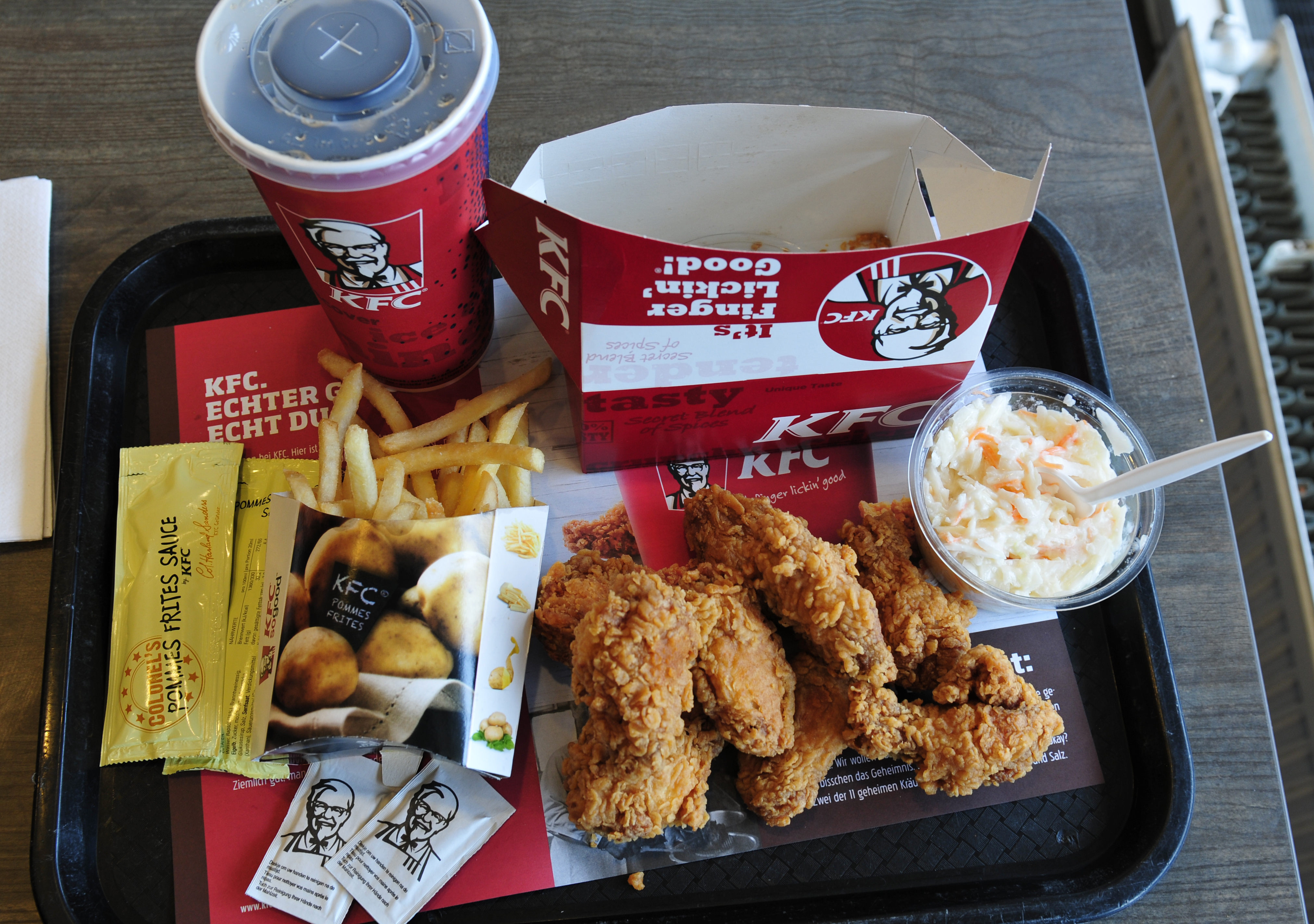
KFC-Fast-Food-Menü (2016)

Im Gegensatz zu Hamburger-basierten Fast-Food-Ketten wie McDonald’s und Burger King besteht die Speisekarte bei KFC fast ausschließlich aus Fried Chicken, insbesondere panierten Hähnchenteilen wie Keule und Brustfleisch, die bis heute nach Harland D. Sanders’ Original Recipe, einer Mischung aus elf Gewürzen und Kräutern, zubereitet werden. Dieses Rezept gilt als eines der berühmtesten und bestgehüteten Industriegeheimnisse. Daneben werden auch Burger, Chicken-Nuggets und Wraps mit Hähnchenfleisch angeboten.
Es werden in den verschiedenen Ländern unterschiedlich Menüs angeboten; man orientiert sich an landestypischen Vorlieben. So gibt es in Deutschland und den USA als Beilage Krautsalat, Kartoffelpüree, Maiskolben oder Pommes frites, in England und Irland aber beispielsweise Baked Beans.
Zusätzlich zu Menüs werden auch sogenannte Megaboxen angeboten, die weitere Beilagen inklusive haben. Die populärsten Produkte sind Buckets, die eine Mischung aus verschiedenen Hähnchenteilen wie Hähnchenflügel (Hot Wings) oder Hähnchenbrust (Tenders) beinhalten. Darüber hinaus werden Desserts wie Softeis, Milchshakes und Cookies angeboten. KFC setzt auch im deutschsprachigen Raum vermehrt auf das in den USA übliche Refill-Konzept.

### Vegane Alternativen
Im August 2019 testete KFC in einer Filiale in Atlanta vegane Nuggets von Beyond Meat. Im Februar 2020 brachte KFC erstmals in Deutschland einen veganen Burger auf den Markt, den sogenannten KFV Burger (Kentucky Fried Vegan). Der Hähnchenersatz stammt von der Schweizer Firma Quorn. Der Testlauf für den Burger fand in der Berliner Filiale am Alexanderplatz statt. Ab dem 10. Januar 2022 wurde erstmals in allen KFC-Restaurants der Vereinigten Staaten vegane Nuggets von Beyond Meat angeboten.

## Geschichte

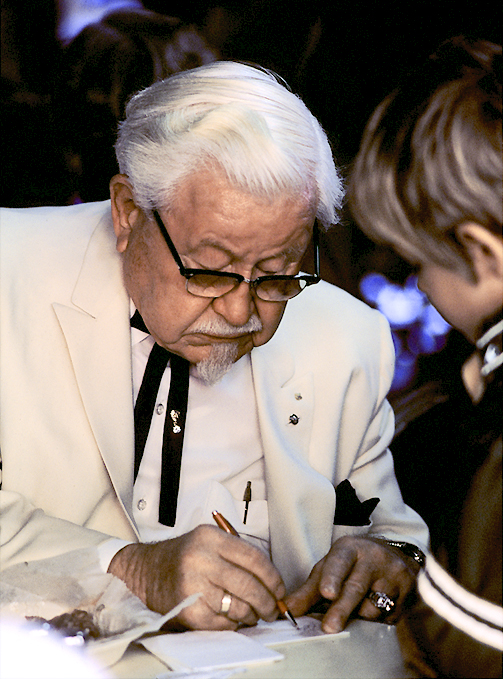
Harland D. Sanders

KFC wurde von Harland D. Sanders gegründet. Er hatte schon in den verschiedensten Berufen gearbeitet, als er im Alter von 40 Jahren bei einer Tankstelle in Corbin in Kentucky zu arbeiten begann, wo er nebenbei selbstgemachtes Essen verkaufte. 1930 eröffnete er gegenüber der Tankstelle sein erstes Restaurant. 1952 begann er, sein Geheimrezept an andere Lokale zu verkaufen, und verlangte pro verkauftem Hühnchen fünf Cent. Nach zwölf Jahren waren es bereits 600 Restaurants, die nach seinem Rezept arbeiteten.
1964 verkaufte Sanders seine Anteile für zwei Millionen US-Dollar an eine Investorengruppe, doch er blieb als Vertreter. 1980 starb er. 1986 wurde KFC für 840 Millionen US-Dollar an PepsiCo verkauft. 1993 wurde der Zinger Burger eingeführt. 1997 gliederte PepsiCo sein Restaurantgeschäft aus, und KFC wurde zusammen mit den bis dahin ebenfalls zu PepsiCo gehörenden Restaurantketten Pizza Hut und Taco Bell in die neue Dachgesellschaft Tricon Global Restaurants (heute Yum! Brands) ausgegliedert und an die Börse gebracht.
Anfang 2025 gab KFC's Mutterkonzern Yum! Brands den Umzug des Hauptsitzes von Louisville nach Plano, Texas bekannt. Es ist nach 95 Jahren der erste Umzug aus dem Bundesstaat Kentucky.

## Verbreitung

Weltweite Verbreitung von KFC-Restaurants (Stand: 2022)

Laut eigenen Angaben existieren über 25.000 KFC-Restaurants in mehr als 125 Staaten. Hauptstandorte sind die Vereinigten Staaten mit 4062 Restaurants und die Volksrepublik China mit 7980 Restaurants. Das Unternehmen beschäftigt 350.000 Mitarbeiter.
| Rang | Land                   | Anzahl Restaurants |
| ---- | ---------------------- | ------------------ |
| 1    | Volksrepublik China    | 7.980              |
| 2    | Vereinigte Staaten     | 4.062              |
| 3    | Japan                  | 1.131              |
| 4    | Südafrika              | 955                |
| 5    | Vereinigtes Königreich | 909                |
| 6    | Malaysia               | 718                |
| 7    | Thailand               | 717                |
| 8    | Indonesien             | 689                |
| 9    | Australien             | 653                |
| 10   | Kanada                 | 639                |
| 11   | Indien                 | 395                |
| 12   | Mexiko                 | 395                |
| 13   | Philippinen            | 332                |
| 14   | Polen                  | 315                |
| 15   | Frankreich             | 262                |
| 16   | Saudi-Arabien          | 220                |
| 17   | Südkorea               | 192                |
| 18   | Deutschland            | 187                |
| 19   | Belgien                | 154                |
| 20   | Portugal               | 123                |
| 21   | Neuseeland             | 110                |
| 22   | Nordmazedonien         | 109                |
| 23   | Slowenien              | 107                |
| 24   | Belarus                | 106                |
| 25   | Usbekistan             | 106                |
| 26   | Guatemala              | 105                |
| 27   | Turkmenistan           | 105                |
| 28   | Tadschikistan          | 97                 |
| 29   | Österreich             | 22                 |
| 30   | Papua-Neuguinea        | 6                  |
| 31   | Albanien               | 6                  |
| 32   | Georgien               | 5                  |
| 33   | Luxemburg              | 1                  |

### Deutschland

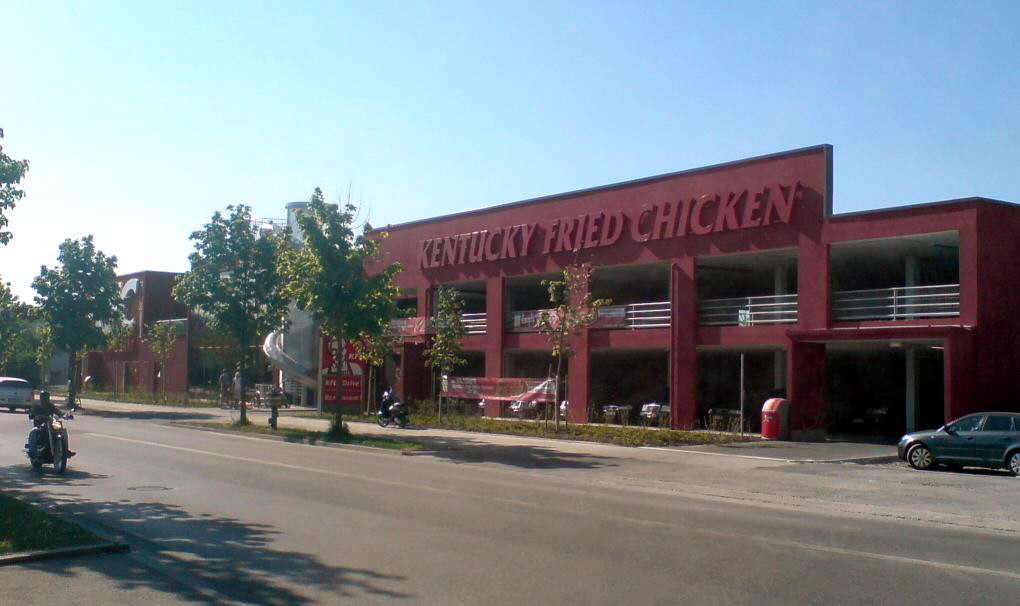
KFC-Restaurant in München im Euro-Industriepark (2008)

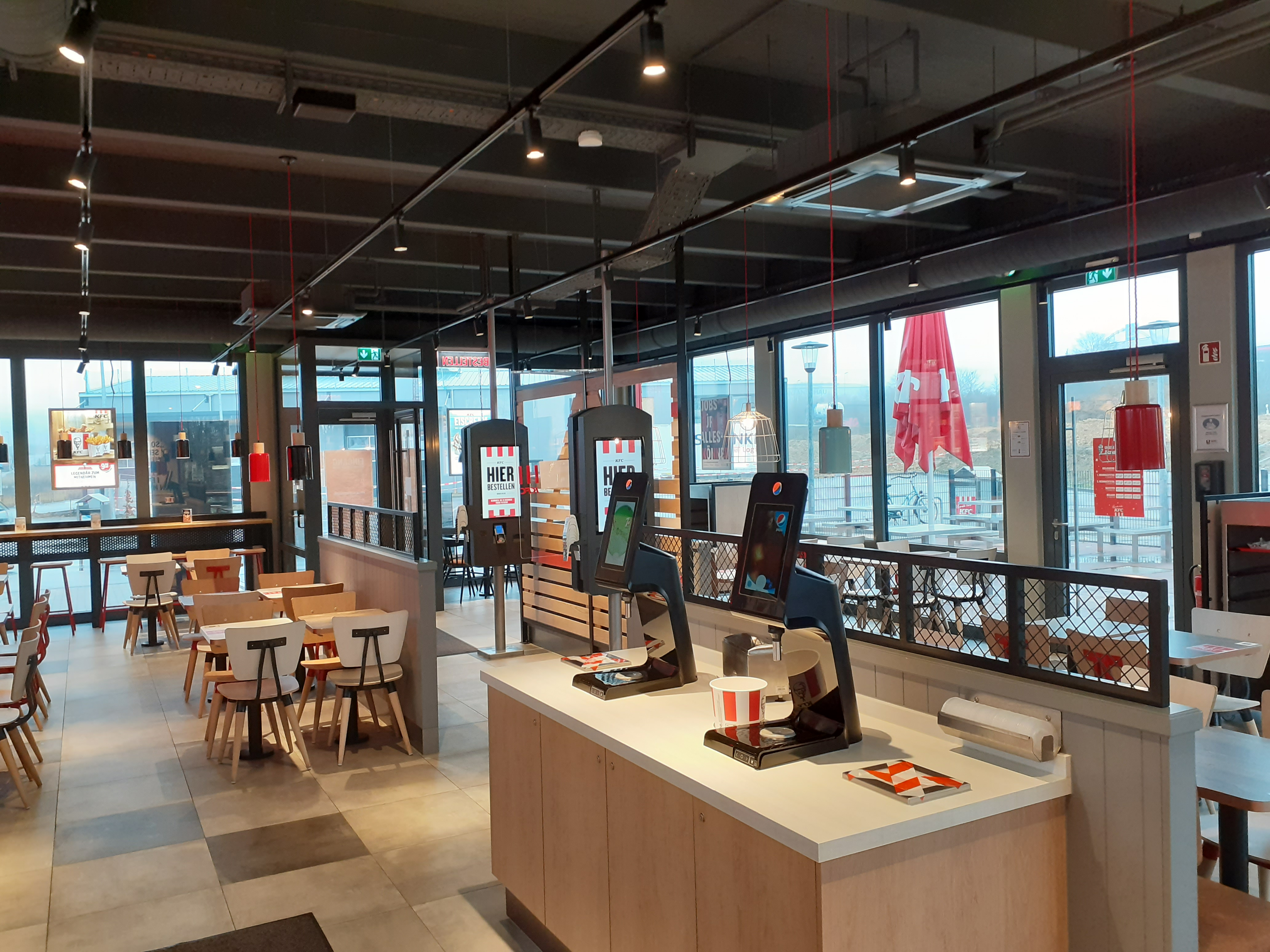
Die neue Filialgeneration von KFC in Waldlaubersheim (2021)

Der deutsche KFC-Hauptsitz befindet sich in Ratingen. Das erste Restaurant wurde 1968 an der Hansaallee in Frankfurt am Main eröffnet. KFC war damit die erste amerikanische Fast-Food-Marke in Deutschland, noch vor McDonald’s und Burger King, die ihre ersten deutschen Restaurants in den 1970er-Jahren eröffneten. Im Unterschied zu den Konkurrenten kam man jedoch lange Zeit mit der Expansion kaum voran und verfehlte dahingehende Ziele mehrfach.
Zwar zog man sich nie vom deutschen Markt zurück, jedoch stagnierte die Zahl der Filialen lange Zeit auf niedrigem Niveau – einigen Neueröffnungen standen immer wieder auch Filialschließungen gegenüber, sodass die Gesamtzahl relativ konstant blieb. Erst seit den 2010er-Jahren befindet sich das Unternehmen in Deutschland auf Wachstumskurs und konnte Umsatz und Anzahl der Filialen deutlich steigern.
1985 wurde das erste deutsche KFC-Restaurant mit Drive-In eröffnet. Ende 2020 eröffnete die erste Filiale im neuen Filialdesign im rheinland-pfälzischen Waldlaubersheim. Merkmale der neuen Filialgeneration sind die Bestellautomaten, die Holzstühle und Fotos von Colonel Sanders an der Wand.
Es gibt freistehende Restaurants, die in der Regel ein Drive-In haben, sogenannte Inliner-Restaurants, die sich in zentralen Fußgängerzonen und an stark belebten Plätzen und Geschäftsstraßen befinden und Restaurants, die sich in den Foodcourts von Einkaufszentren befinden. Im März 2021 existierten in Deutschland 187 Restaurants, alle davon sind Franchise geführt.

### Österreich
1970 eröffnete man in Österreich erstmals eine Filiale in Wien, die seinerzeit erste Filiale einer US-Restaurantkette in Österreich, zog sich aber 1978 wieder vom österreichischen Markt zurück.
Im Juni 2003 wurden Michael Kainz die Franchiserechte für Österreich von Yum! International erteilt. Als Teilhaber und Geschäftsführer der Queensway Restaurants GmbH eröffnete er gemeinsam mit 50 Mitarbeitern am 2. Mai 2005 die erste Filiale im Food Court der Millennium City. Im selben Jahr übernahm die Firma fünf Pizza-Hut-Restaurants in der Slowakei und wurde damit auch Masterfranchisenehmer in der Slowakei. Kainz verließ die Queensway Restaurants GmbH im Juli 2006.
Im März 2007 wurde der erste KFC-Flagshipstore auf der Wiener Mariahilfer Straße eröffnet. Insgesamt gibt es in Österreich 22 KFC-Filialen (Stand: Juli 2025) von denen sich sieben in Wien befinden, sowie je eine in Brunn am Gebirge, Graz, Parndorf, Ansfelden, St. Pölten, Liezen, Wels, Klagenfurt am Wörthersee, Loosdorf, Amstetten, Villach, Vösendorf, Wörgl, Spittal an der Drau und Linz.

### Schweiz
In der Schweiz versuchte man 1981 mit einer Filiale am Stauffacher in Zürich Fuß zu fassen. Nachdem dieser Versuch scheiterte, existierten in einem zweiten Anlauf bis 2004 einige Filialen in der Romandie; seitdem war KFC auf dem Schweizer Markt nicht mehr vertreten. Erst 2017 kehrte KFC in die Schweiz zurück. Im Dezember konnte im Hauptbahnhof von Genf das erste KFC-Restaurant eröffnet werden. Im Juni 2018 wurde die erste Filiale in der Deutschschweiz im Berner Shoppyland Schönbühl eröffnet. Die erste Filiale im Tessin eröffnete im Mai 2018 in Mendrisio. 2024 gibt es in der Schweiz 16 KFC-Filialen.

### Vereinigte Staaten
Während die Marke KFC weltweit gut im Geschäft ist und vor allem in Asien und Afrika starke Zuwächse erfährt, ist sie auf ihrem US-Heimatmarkt seit Jahren in der Krise – der Marktanteil und die Zahl der Filialen nahmen in den letzten Jahren kontinuierlich ab. Hauptgründe hierfür sind ein als veraltet und wenig einladend geltendes Filialnetz und ein Mangel an Innovationen sowie die starke Konkurrenz auf dem US-Markt, die dafür sorgt, dass KFC seit Jahren Marktanteile an Mitbewerber wie Chick-fil-A, Popeyes Louisiana Kitchen, Church’s Chicken und Pollo Campero verliert.

### Thailand

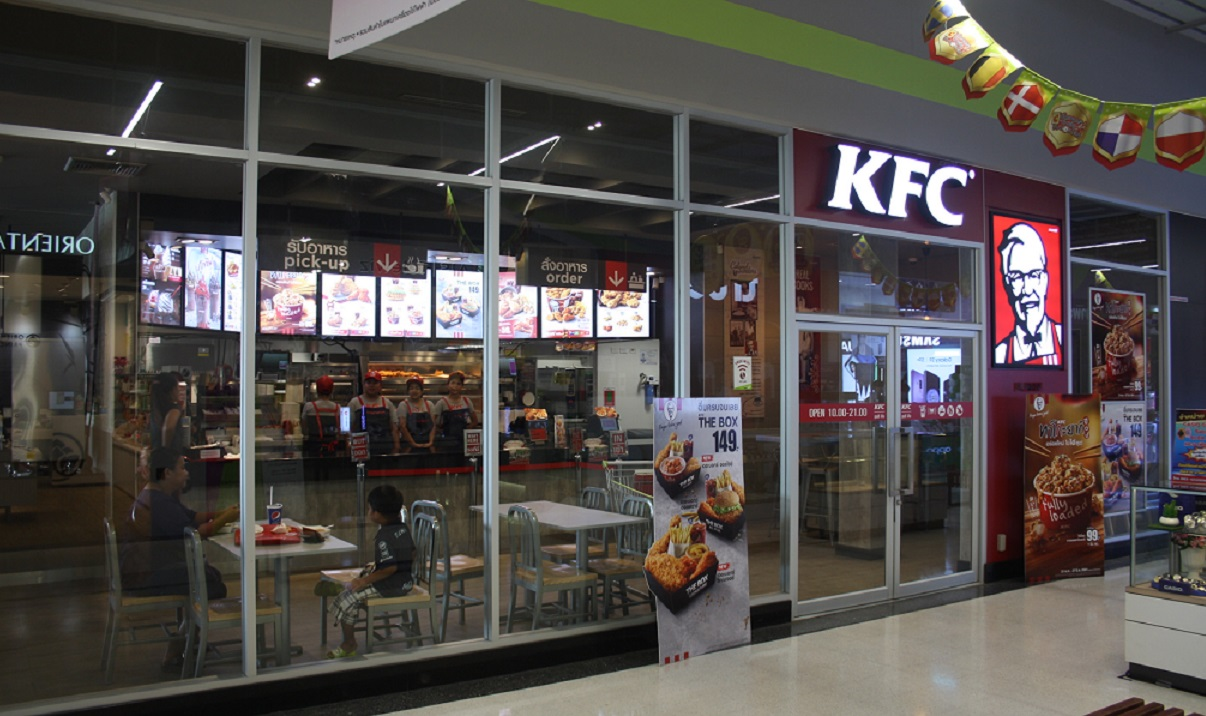
KFC-Restaurant im Big C Supercenter in Wichian Buri, Phetchabun, Thailand (2018)

1984 kam KFC nach Thailand. Bis 2014 wurden insgesamt 500 Restaurants eröffnet. Laut Marketingdirektor Thanyachete Ekvetchavit von Yum Restaurants International (Thailand) werden davon 300 Restaurants durch die Firma Yum betrieben, die 200 übrigen von ihrem lokalen Franchisenehmer Central Restaurants Group.
2017 konnte Yum 60 neue KFC-Restaurants eröffnen. Im August 2017 hatte The QSR of Asia Co., eine Tochtergesellschaft der Thai Beverages (ThaiBev), mit Yum Restaurants International (Thailand) Co. einen Kaufvertrag über 252 bestehende und teils im Bau befindliche KFC-Restaurants abgeschlossen. ThaiBev will mit dieser Übernahme sein Lebensmittelgeschäft vergrößern.
Im Dezember 2018 wurde das 700. KFC-Restaurant in Thailand eröffnet.

## Werbung
Colonel Sanders war bis zu seinem Tod 1980 eine Schlüsselkomponente der KFC-Werbung. Trotz seines Todes bleibt Sanders als „internationales Symbol der Gastfreundschaft“ eine Schlüsselikone des Unternehmens. Zu den frühen offiziellen Slogans für das Unternehmen gehörten „North America’s Hospitality Dish“ (ab 1956) und „We fix Sunday Dinner sieben Nächte in der Woche“. Der Slogan „Finger lickin’ good“ wurde ab 1956 verwendet und entwickelte sich zu einem der bekanntesten Slogans des 20. Jahrhunderts. Die Marke lief 2006 in den USA aus. Das erste KFC-Logo wurde 1952 eingeführt und enthielt eine „Kentucky Fried Chicken“-Schrift und ein Logo des Obersten. 1962 nahm Dave Thomas den Eimer von Colonel Sanders und verwandelte ihn in ein Schild, das sich vor fast jeder amerikanischen KFC-Filiale in einer kreisförmigen Bewegung drehte.
Werbung spielte bei KFC eine Schlüsselrolle, nachdem es von Sanders verkauft wurde und das Unternehmen 1966 mit einem Budget von 4 Millionen US-Dollar begann, im US-Fernsehen zu werben. Um landesweite Werbekampagnen zu finanzieren, wurde die Kentucky Fried Chicken Advertising Co-Op gegründet, die Franchisenehmern 10 Stimmen und dem Unternehmen drei Stimmen gibt, wenn es um Budgets und Kampagnen geht. 1969 stellte KFC seine erste nationale Werbeagentur ein, Leo Burnett. Eine bemerkenswerte Burnett-Kampagne im Jahr 1972 war der Jingle „Holen Sie sich einen Eimer Hühnchen, haben Sie ein Fass Spaß“, der von Barry Manilow aufgeführt wurde. Bis 1976 war KFC einer der größten Werbetreibenden in den USA.

## Kritik
- Kritiker warfen Zulieferfirmen von KFC Verstöße gegen Tierschutz- und Umweltschutzbestimmungen vor. Die Organisation PETA hat unter dem Namen Kentucky Fried Cruelty eine internationale Kampagne ins Leben gerufen. Sie nahm in einem Schlachthof des Zulieferers Pilgrim’s Pride in Moorefield in West Virginia ein Video auf und stellte das Filmmaterial auf ihre Internetseite.[34]
- Am Gedenktag zur Reichspogromnacht 2022 warb KFC in Form einer Pop-Up-Nachricht bezugnehmend auf den Gedenktag ihre Produkte an. Viele Kunden echauffierten sich über diese Werbung und sahen sie als unpassend an.[35] Das Unternehmen entschuldigte sich daraufhin und gab an, dass es sich um eine automatisierte Nachricht handelte.[36]